# Короткостроковий туризм
Коро́ткострокови́й тури́зм — це такий вид туризму, коли тривалість подорожі не перевищує 3-х діб.
Короткостроковий туризм обирають здебільшого особи до 55 років, і особливо ті, хто хоче зекономити час і водночас повноцінно або, принаймні, цікаво відпочити. Це можуть бути виїзди зі всією сім'єю, з компанією друзів або колег чи, до прикладу, романтична втеча з коханою людиною. Мета такого туризму різна: пляж взимку, відвідання спа- та велнес-комплексів, відвезти дитину в парк розваг, пройтися «бутіками» чи «блошиними ринками», стати свідком яскравої події, фестивалю або просто влаштувати прогулянку містом, насолоджуючись новими видами і повною бездіяльністю.